# 巴赫苏马
巴赫苏马（Bahsuma），是印度北方邦Meerut县的一个城镇。总人口10561（2001年）。

## 人口
该地2001年总人口10561人，其中男性5573人，女性4988人；0—6岁人口1787人，其中男982人，女805人；识字率58.27%，其中男性为66.64%，女性为48.92%。